# Millard Carr Van Duzee
Millard Carr Van Duzee (ur. 20 lutego 1860 w Cincinnati, zm. 21 kwietnia 1934 w Buffalo) – amerykański entomolog, specjalizujący się w dipterologii.
Urodził się w 1860 w Cincinnati. Jego ojcem był Wiliam Sanford Van Duzee, misjonarz, przyrodnik i przedsiębiorca, jego młodszym bratem zaś Edward Payson Van Duzee, entomolog. Wkrótce po narodzinach Edwarda rodzina przeprowadziła się na róg Main and Riley Street w Buffalo. Po śmierci ojca w 1883 roku przejął po nim pracę przedsiębiorcy budowlanego. Od młodości jednak interesował się historią naturalną. W 1908 roku zaczął regularnie zajmować się dipterologią, a w 1911 roku ukazał się jego pierwszy artykuł entomologiczny. Do pogorszenia się stanu zdrowia w 1934 roku napisał 86 publikacji naukowych. Specjalizował się w systematyce błyskleniowatych. Opisał 9 nowych dla nauki rodzajów i 914 nowych gatunków. Jego zbiór liczył około 20 tysięcy okazów i w 1931 roku zdeponowany został w California Academy of Science. Zmarł w 1931 roku za biurkiem w domu rodzinnym w Buffalo.